# Vale de Asnes
Vale de Asnes ist ein Ort und eine Gemeinde im Nordosten Portugals.

## Geschichte
Der heutige Ort entstand vermutlich im Verlauf der Neubesiedlungen nach der mittelalterlichen Reconquista.
Die Gemeindekirche wurde im 17. Jh. errichtet und steht heute unter Denkmalschutz.
Vale de Asnes blieb Sitz eines eigenen Verwaltungskreises bis zu den Verwaltungsreformen nach der Liberalen Revolution 1821. Danach wurde es eine Gemeinde des Kreises Cortiços, nach dessen Auflösung 1853 kam Vale des Asnes zum Kreis Macedo de Cavaleiros. Seit 1871 es eine Gemeinde des Kreises Mirandela.

## Verwaltung
Vale de Asnes ist Sitz einer gleichnamigen Gemeinde (Freguesia) im Kreis (Concelho) von Mirandela im Distrikt Bragança. In ihr leben 210 Einwohner auf einer Fläche von 21 km² (Stand 19. April 2021).
Folgende Ortschaften liegen im Gemeindegebiet:
- Cedaínhos
- Vale de Asnes